# 沙江 (邕江)
沙江，位于中国广西壮族自治区南宁市东部，是邕江左岸支流，发源于南宁市兴宁区昆仑镇古桐屯西北1.5千米处，蜿蜒西南流至兴宁区五塘镇合江屯右纳西云江，转南流，最后于青秀区长塘镇江口屯汇入邕江。干流长59千米，平均比降2.53‰，流域面积762平方千米。